# 예리 (가수)
예리(본명: 김예림 , 본명 한자: 金藝琳, 1999년 3월 5일 ~ )는 대한민국의 가수, 배우이며, 걸 그룹 레드벨벳의 멤버이다.

## 학력
- 부양초등학교 (전학)
- 장현초등학교 (2012년 졸업)
- 광동중학교 (중퇴)
- 중학교 졸업학력 검정고시 (합격)
- 한림연예예술고등학교 실용음악과 (2018년 졸업)

## 생애
예리는 1999년 3월 5일에 4녀 중 첫째로 태어났다. 2010년, 'SM 토요공개오디션'을 통해 SM 엔터테인먼트에 캐스팅 되어 5년간의 연습생 생활을 거쳐, 2014년 8월 15일에 프리데뷔팀 SM루키즈로 SMTOWN Live World Tour IV에서 공연해 이어져 2015년 3월 레드벨벳의 새로운 멤버로 데뷔하였다.

## 음반 활동

### 작사•작곡
- Ragoon
  - EP (2017년) - 이야기
- 예리
  - 디지털싱글 (2019년) - 스물에게

## 음반 외 활동

### 예능
- 2017년 Mnet 엠카운트다운 (2017.02.09 - 스페셜MC)
- 2016년 V app THE 보이는 SM (2016.05.11 ~ 2016.05.19 - 공동MC)
- 2021년 TVN 《놀라운토요일》 - 게스트

### 웹드라마
- 2021년 블루버스데이 - 오하린 역
- 2023년 청담국제고등학교 - 백제나 역

### 드라마
- 2025년  MBN 청담국제고등학교 2 - 백제나 역

### 라디오
- 2021년 KBS 쿨FM STATION Z Yeri's Midnight(2021. 09.07 ~ 10.05 - 매주 화요일 DJ)

### 영화
- 2020년 트롤: 월드 투어 - 김쁘띠 역 (목소리)
- 2025년 강령: 귀신놀이 - 박자영 역

### 뮤직비디오
- 2016년 제이민 - '집 앞에서' (2016.07.08)

## 수상 목록
- 2024년 대한민국 퍼스트브랜드 대상 베트남 부문 연기돌-여자 부문 수상

## 팬미팅

### YERI 21th BIRTHDAY PARTY
| 개최일          | 도시 | 국가     | 개최지         |
| --------------- | ---- | -------- | -------------- |
| 2019년 2월 27일 | 서울 | 대한민국 | SMTOWN THEATER |

### 2023 HAPPY YERI-DAY
| 개최일          | 도시 | 국가     | 개최지     |
| --------------- | ---- | -------- | ---------- |
| 2023년 3월 11일 | 서울 | 대한민국 | 로운아트홀 |

### 2024 B-day PARTY – YERI [YERI's BIRTHDAY PARTY]
| 개최일          | 도시 | 국가     | 개최지         |
| --------------- | ---- | -------- | -------------- |
| 2024년 3월 16일 | 서울 | 대한민국 | 명화 라이브 홀 |